# SNCF Z 5300
De Z 5300 serie is een type treinstel van de SNCF. Het werd gebruikt op het Transilien-netwerk en voor TER-diensten in de regio's Centre-Val de Loire en Aquitanië. Deze treinstellen zijn gebouwd voor voorstad-treindiensten in Île-de-France. Anno 2013 waren ze in Île-de-France vrijwel geheel vervangen door nieuwe(re) treinen. Een beperkt aantal werd nog ingezet in de regio Centre, als pendeltrein tussen Tours en Saint-Pierre-des-Corps. In 2018 ging de laatste uit dienst. Wegens hun kleur hadden ze de koosnaam Petit Gris.

## Beschrijving
De treinstellen hebben een motorrijtuig, twee tussenliggende rijtuigen en een stuurstandrijtuig. Ze rijden op 1500 volt gelijkstroom. De trein is gebouwd van roestvast staal, en heeft bijna overal een zilveren kleur; alleen op de voorkant van de trein zit een gekleurde balk. Verder kunnen de deuren gekleurd zijn. Aan de kleur van de deuren kan worden gezien waarvoor deze treinen gebruikt worden:
- zilver: gewone voorstadstrein (service de banlieue)
- oranjerood: trein met eenmansbediening (équipée de l'ÉAS (équipement à agent seul))
- blauw: TER-diensten (driedelig).

## Diensten
- : Parijs - Melun via Combs-la-Ville-Quincy, Parijs - Corbeil-Essonnes, Juvisy - Melun
- : Parijs - Montargis/Montereau (via Moret), Melun - Montereau (via Héricy), Moret-Veneux-les-Sablons - Montargis
- : Parijs - Sèvres-Rive-Gauche, Parijs - Rambouillet, Parijs – Plaisir - Grignon
- TER Centre-Val de Loire: pendels Saint-Pierre-des-Corps ↔ Tours en Les Aubrais ↔ Orléans
- TER Aquitanië: Bordeaux - Le Verdon, Bordeaux - Libourne, Bordeaux - Langon.